# Placówka Straży Granicznej II linii „Działdowo”
Placówka Straży Granicznej II linii „Działdowo” – jednostka organizacyjna Straży Granicznej pełniąca służbę wywiadowczą na granicy polsko-niemieckiej w okresie międzywojennym.

## Formowanie i zmiany organizacyjne
Rozporządzeniem Prezydenta Rzeczypospolitej Polskiej Ignacego Mościckiego z 22 marca 1928 roku, do ochrony północnej, zachodniej i południowej granicy państwa, a w szczególności do ich ochrony celnej, powoływano z dniem 2 kwietnia 1928 roku  Straż Graniczną.
Rozkazem nr 1 z 12 marca 1928 roku w sprawach organizacji Mazowieckiego Inspektoratu Okręgowego Naczelny Inspektor Straży Celnej gen. bryg. Stefan Pasławski określił strukturę organizacyjną komisariatu SG „Działdowo”. Placówka Straży Granicznej II linii „Działdowo” znalazła się w jego strukturze.
Z dniem 1 października 1932 zniesiony został posterunek SG „Narzym”.
Z dniem 15 września 1934 został zniesiony posterunek SG „Żuromin”.
Z dniem 1 września 1935 zniesiony został posterunek SG „Sochy”.